# Лаятико
Лаятико (на италиански: Lajatico) е малък град и община в Италия, в региона Тоскана, провинция Пиза, в географския район Валдера. Населението е около 1500 души (2007).

## Личности
Родени
- Андреа Бочели (р. 1958), италиански певец